# Kalanosz
Kalanosz (i. e. 4. század) indiai(?) filozófus
Az úgynevezett gümnoszofisták (brahmanok) egyike volt, akivel a makedón Nagy Sándor Indiában megismerkedett. Elkísérte az uralkodót Perzsiába, ahol súlyos betegségbe esett, és állítólag máglyán vetett véget életének. Indiai neve állítólag Szunész (lat. Sphines) volt. Sztrabón tudósít róla, munkái nem maradtak fenn.